# Rozumowanie intuicyjne
Rozumowanie intuicyjne, „doświadczeniowe”, przedświadome, skojarzeniowe (ang. intuitive, experiential, associative) – rozumowanie charakteryzujące się przedświadomością, błyskawiczną szybkością, bezwysiłkowością i automatycznością dokonywanych w ramach niego operacji myślowych. Przetwarzanie informacji odbywa się tutaj nie – jak w przypadku rozumowania racjonalnego – w oparciu o słowa i symbole, ale  za pośrednictwem obrazów, wzorców i skojarzeń. Jest ono holistyczne, nieograniczone ilościowo i niewolne od afektu.
Przetwarzane informacje biorą się z doświadczeń zgromadzonych, poprzez samowolnie dokonujące się skojarzenia, ale i przez świadome regularne uczenie się („powtarzanie”), w pamięci długotrwałej (ang. long-term memory). Rozumowanie intuicyjne jest też uważane za pasywne w znaczeniu, iż myśli się za jego pomocą mimowolnie (tj. niezależnie od tego, czy podejmuje się w tym celu jakieś starania, czy też nie). Ludzie posługują się nim, nie mając nad nim niemalże żadnej kontroli. Wpływanie na jego rezultat jest możliwe w zasadzie tylko drogą zbudowania nowych skojarzeń i zmiany informacji zgromadzonych w pamięci długotrwałej. 
O wynikach (rezultatach) rozumowania intuicyjnego ludzie dowiadują się poprzez jakieś uczucie, które przenika do ich świadomości. Przy czym z takim dowiedzeniem łączy się też często swoiste poczucie nieomylności oraz brak umiejętności wytłumaczenia tego, skąd coś jest wiadome (tzw. „wiedza bez myślenia”). 
W odróżnieniu od rozumowania racjonalnego, rozumowanie intuicyjne posiada długą historię ewolucyjną, pełniąc, warunkowaną prawdopodobnie pozytywnymi i negatywnymi odczuciami, funkcję adaptacyjną, i to nie tylko u ludzi, ale także u innych organizmów. Nie należy go jednak utożsamiać z refleksem albo instynktem.
Głównym zagrożeniem dla rozumowania intuicyjnego, jest niereprezentatywność zgromadzonych w pamięci długotrwałej informacji, co przedkłada się na postawione za jego pośrednictwem wnioski. Wątpliwości budzi natomiast to, jak dalece jego wynik może być wypaczony na skutek uprzedzeń i uproszczonych strategii podejmowania decyzji (ang. heuristics and biases). Dzisiaj, odmiennie od tego, co miało miejsce w latach 70 i 80, te uprzedzenia i strategie wiąże się już bardziej z rozumowaniem racjonalnym. Badania wykazują, że w rozumowaniu intuicyjnym, otrzymywaniu przetwarzanych w ramach niego informacji, udział bierze nie tylko mózg, ale też i inne części ludzkiego ciała jak ludzkie serce.
Rozumowanie intuicyjne występuje w wielu dziedzinach ludzkiej aktywności, w tym w prawie, gdzie pośredniczy ono w podejmowania decyzji przez sędziów włącznie z ocenianiem przez nich materiału dowodowego i stosowaniem (ogólnego) prawa w konkretnych przypadkach.